# Sósvízi folyamidelfin
A sósvízi folyamidelfin (Pontoporia blainvillei) az emlősök (Mammalia) osztályának párosujjú patások (Artiodactyla) rendjébe, ezen belül a sósvízi folyamidelfin-félék (Pontoporiidae) családjába tartozó faj.
Családjának és nemének az egyetlen élő faja és egyben a típusfaja is.

## Előfordulása
Az egyetlen folyami delfin, amely tengerben is él, de a sekély part menti vizeket kedveli. Legtöbbször 9 méternél sekélyebb vízben figyelték meg. Ismert élőhelye a brazíliai Regencia melletti Rio Doce folyótól dél felé Uruguayon keresztül az argentínai Bahía Blancáig terjednek. Valószínűleg előfordul délebbre is, a Szent Mátyás-öböl északi partvidéke mentén. Egykor élt a Valdés-félsziget közelében is, de napjainkban már nem igen látni arrafelé. Leggyakoribb a Río de la Plata-torkolat Uruguay partjainál, de gyakori magában a torkolatban is, bár nem él a folyóban, még Buenos Aires közelében sem észlelték sohasem. Télen ritkán látni, ami valamiféle évszaktól függő vándorlásra utal.

## Megjelenése
A sósvízi delfin a természetben ritkán látható. Tartózkodó, nem feltűnő állat, könnyen elkerüli a szemlélő figyelmét még nyugodt, csendes időben is. Közeli rokona ugyan a folyami delfineknek, de a tenger part menti, sekély vizeiben él. Az egyik  legkisebb cetfaj, feltűnő jellegzetessége az arcorra, amely testéhez képest a leghosszabb a delfinek között, bár a fiataloké jóval rövidebb, mint a felnőtteké. Testszíne télen és az életkor előrehaladtával kivilágosodhat, némely idős állat jórészt fehér. Szórványos megfigyelések szerint általában magányosak, bár beszámoltak már 5 állatból álló csoportokról is. Fogyatkozásuk oka a halászhálókba gabalyodás, mely már csaknem megtizedelte a fajt. 
- Hátúszó: Kissé a középpont mögött helyezkedik el.
- Felnőtt tömeg: 30–53 kg.
- Újszülött tömeg: 7,3-8,5 kg.
- Újszülött mérete: 70–80 cm.
- Felnőtt mérete: 1,3-1,7 m.

## Életmódja
Nagyon simán mozog. Ritkán fodrozza meg a felszínt, és alig mutat magából valamit ha feljön, ezért a tiszta, csendes idő kivételével nagyon nehéz észrevenni. Általában elkerüli a csónakokat, de néhányszor megfigyelték, hogy kis halászhajókat megközelített. Úgy gondolják, hogy a tengerfenéken vagy annak közelében a növényzet között kutat táplálék után. Láthatólag kedveli a vízmosta fövényt. Látták már, amint forró, napsütéses időben a sekély vízben a homokon fekszik, és néha a felszínre emelkedik lélegezni. Merülési ideje valószínűleg fél percnél kevesebb. Ha ragadozó, pl. cápa jelenik meg, teljesen mozdulatlanná dermed a felszín közelében.